# Pierfrancesco Favino
Pour les articles homonymes, voir Favino.
Pierfrancesco Favino, né le 24 août 1969 à Rome, est un acteur et producteur de cinéma italien.
Après des débuts au théâtre et des apparitions sporadiques au cinéma et à la télévision dans les années 1990, Favino est apparu pour la première fois dans un film à grand succès en 2001, lorsqu'il a été l'un des acteurs principaux de Juste un baiser de Gabriele Muccino. Après s'être fait connaître en interprétant le coureur cycliste Gino Bartali dans le feuilleton Gino Bartali - L'intramontabile (it), Favino a joué dans d'innombrables œuvres italiennes et dans plusieurs films hollywoodiens, devenant ainsi l'un des acteurs italiens les plus en vue de sa génération.
Au cours de sa carrière, il a remporté trois David di Donatello, cinq Rubans d'argent, deux Globi d'oro, trois Ciak d'oro et une Coupe Volpi à la Mostra de Venise, ainsi qu'une Maschera del Teatro Italiano sur scène.

## Biographie

### Jeunesse
Né et élevé à Rome de parents originaires de Candela, dans la province de Foggia, il est diplômé de l'Académie nationale d'art dramatique Silvio-D'Amico, où il a notamment eu pour professeurs Luca Ronconi et Orazio Costa (it). Dans son enfance, son père l'appelle « Piccio » (litt. « pivert ») : « C'est né comme ça, car, gamin, j'étais rigolo. Mes parents devaient parfois éteindre la télé quand passaient les films de Totò, car je riais trop. J'aimais chanter, j'imitais. J'ai toujours pensé que je serais un acteur de comédie. »
Favino est l'un des fondateurs de l'Actor's Center de Rome ; il est également directeur et professeur à la Scuola di Formazione del Mestiere dell'Attore « L'Oltrarno » de Florence.
Il parle couramment l'anglais et le français. Il a aussi appris l'arabe pour un rôle.

### Carrière

#### Les débuts
Après avoir joué dans diverses productions théâtrales, il fait ses débuts à la télévision en 1991 avec le film Una questione privata, adapté du roman du même nom de Beppe Fenoglio et réalisé par Alberto Negrin. Il fait ses débuts au cinéma en 1995 avec le film Pugili de Lino Capolicchio. Il a joué dans plusieurs feuilletons à succès tels que Amico mio, Padre Pio et Ferrari.

#### Années 2000

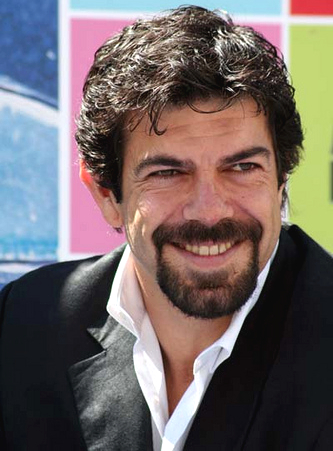
Pierfrancesco Favino en 2008.

Dans Juste un baiser de 2001, premier grand succès de Gabriele Muccino, il incarne Marco, le seul ami heureux en ménage d'une compagnie de trentenaires atteints du syndrome de Peter Pan. Suivent des interprétations dramatiques comme celle du sergent Rizzo dans El Alamein d'Enzo Monteleone (pour lequel il est nommé au David di Donatello et au Ciak d'oro,) et celle du médecin homosexuel Biccio dans le deuxième film de Luciano Ligabue, Da zero a dieci (it), ainsi que des rôles dans des comédies telles que Al cuore si comanda (it) avec Claudia Gerini, Nessun messaggio in segreteria (it) avec Carlo Delle Piane et Passato prossimo (it), le premier long métrage de Maria Sole Tognazzi, avec Paola Cortellesi, Claudio Santamaria et Gianmarco Tognazzi.
En 2005, il a obtenu le rôle du Libanais, le sociopathe sanguinaire et chef charismatique de la féroce banda della Magliana, dans le film primé de Michele Placido, Romanzo criminale. Sur le plateau, il retrouve Claudio Santamaria et Kim Rossi Stuart, avec qui il avait déjà travaillé dans Les Clefs de la maison de Gianni Amelio. Dans ce film, il ne fait qu'un bref caméo, mais cela suffit à lui assurer une nomination pour le Ruban d'argent du meilleur acteur dans un second rôle ; la nomination s'est transformée, cette fois, en une victoire conjointe avec les deux autres, en tant que meilleur acteur principal. Il reçoit également le David du meilleur acteur dans un second rôle.
L'année suivante, c'est la télévision qui le consacre avec le rôle principal de la mini-série Gino Bartali - L'intramontabile (it), dans laquelle il incarne le célèbre cycliste toscan, en se préparant méticuleusement pour le rôle : il a même parcouru environ 5 000 km à vélo pour s'entraîner au mieux. Toujours en 2006, il fait ses débuts dans le cinéma américain, où il joue un petit rôle dans le film La Nuit au musée avec Ben Stiller, dans le rôle de la statue de bronze de Christophe Colomb. Il tourne ensuite L'Inconnue de Giuseppe Tornatore et obtient le rôle de l'auteur de contes de fées, partenaire de Luca Argentero, dans le film Saturno contro de Ferzan Özpetek. 
Les deux années 2007-2008 sont presque exclusivement hollywoodiennes : il est d'abord Lord Glozelle, général responsable des troupes du perfide Miraz (interprété par Sergio Castellitto), dans Le Monde de Narnia : Le Prince Caspian, réalisé par Andrew Adamson ; il est ensuite le chef des partisans Peppi Grotta dans le film de Spike Lee Miracle à Santa Anna, centré sur le massacre de Sant'Anna di Stazzema. Il joue ensuite, aux côtés de Monica Bellucci et de Ksenia Rappoport, dans le deuxième film de Maria Sole Tognazzi, L'uomo che ama, qui fait l'ouverture du Festival international du film de Rome en 2008. La même année, il revient à la fiction avec la mini-série Pane e libertà, dans laquelle il incarne Giuseppe Di Vittorio, l'un des pères du syndicalisme italien. En 2009, il joue aux côtés de Tom Hanks dans le film de Ron Howard Anges et démons (adapté du roman du même nom de Dan Brown).

#### Années 2010

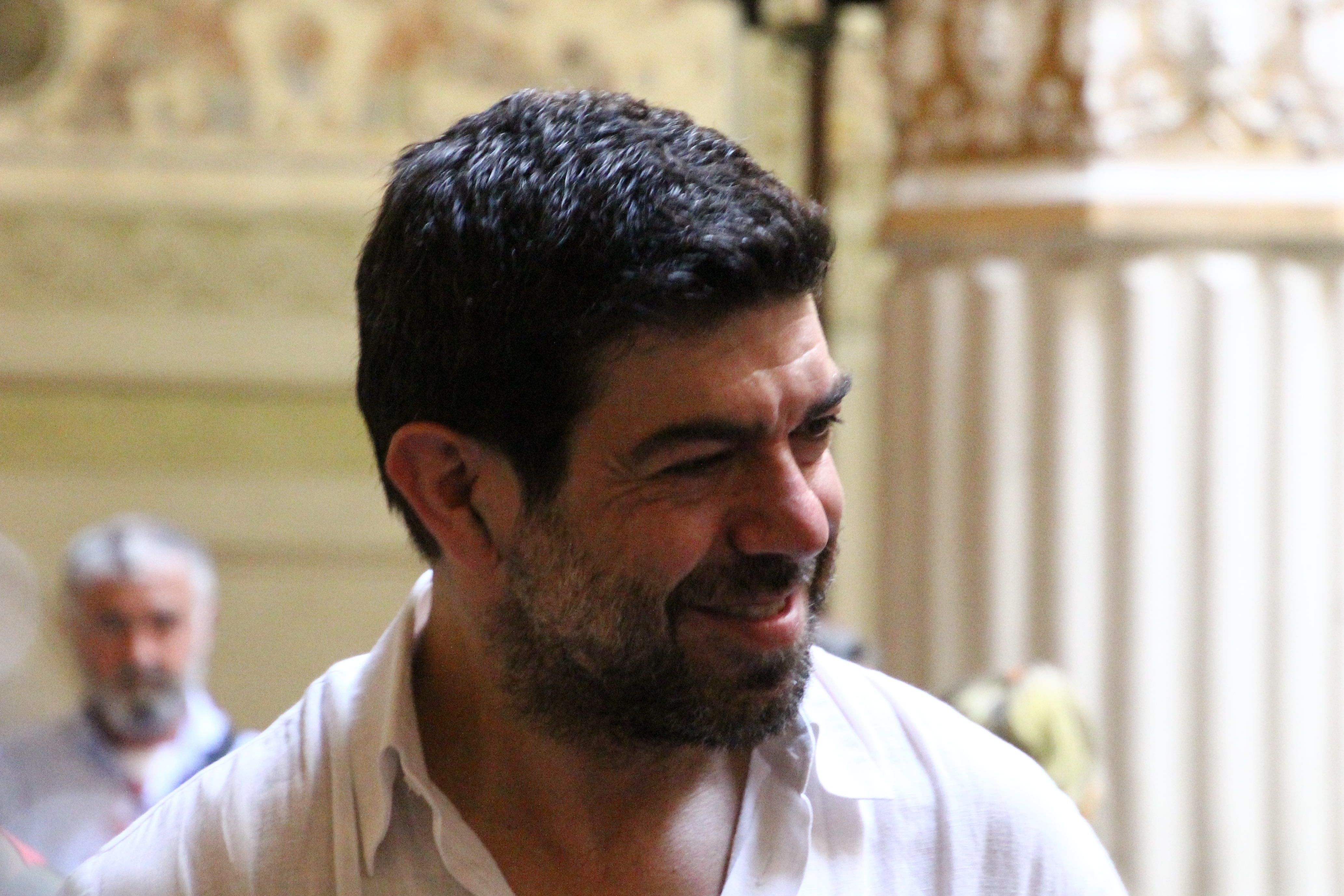
Pierfrancesco Favino en 2016.

En 2010, il est l'un des acteurs principaux d'Encore un baiser de Gabriele Muccino, pour lequel il est à nouveau nommé au David du meilleur second rôle, de Ce que je veux de plus de Silvio Soldini et de Figli delle stelle de Lucio Pellegrini. En 2011, il est à nouveau dirigé par Pellegrini dans La vita facile, aux côtés de Stefano Accorsi et Vittoria Puccini. Sur le petit écran, il joue dans Il generale Della Rovere, un feuilleton basée sur le roman éponyme d'Indro Montanelli.
L'année 2012 a été une année d'intense activité pour Favino, qui a participé à plusieurs films : L'industriale de Giuliano Montaldo, A.C.A.B.: All Cops Are Bastards de Stefano Sollima et Piazza Fontana de Marco Tullio Giordana : dans ce dernier, qui relate les événements de l'attentat de la Piazza Fontana, l'acteur romain incarne l'anarchiste Giuseppe Pinelli, un rôle qui lui a valu son deuxième David du meilleur second rôle. La comédie n'est pas en reste : il est Fulvio dans Posti in piedi in paradiso de Carlo Verdone, aux côtés de Marco Giallini et de Verdone lui-même. En 2013, il retrouve Ron Howard dans Rush, un film consacré à la Formule 1 dans les années 1970, dans le rôle du pilote Clay Regazzoni. La même année, l'acteur participe à une autre production américaine, le film d'horreur apocalyptique World War Z de Marc Forster avec Brad Pitt.
À l'automne 2013, Favino revient au théâtre, en tant qu'interprète principal et metteur en scène (avec Paolo Sassanelli) de Servo per due, une adaptation italienne de la comédie britannique One Man, Two Guvnors (en) de Richard Bean (en) et inspirée, comme la pièce originale, de l'Arlequin valet de deux maîtres de Carlo Goldoni. En août 2014, il débarque à la Mostra de Venise avec le premier film de Michele Alhaique (it) en tant que réalisateur, Senza nessuna pietà, dont Favino est le protagoniste et le producteur ; pour jouer le rôle du maçon Mimmo, l'acteur prend vingt kilos.
Entre 2014 et 2016, il tourne la série internationale Marco Polo pour Netflix, où il incarne Nicolò Polo, le père de Marco, aux côtés de l'acteur principal Lorenzo Richelmy. En 2017, il joue aux côtés de Kasia Smutniak dans le film Femme et Mari réalisé par Simone Godano et Chi m'ha visto (it) avec Beppe Fiorello ; il fait également partie de la distribution des films My Cousin Rachel de Roger Michell et Une famille italienne de Gabriele Muccino. La même année, il joue dans une série de publicités pour Barilla.

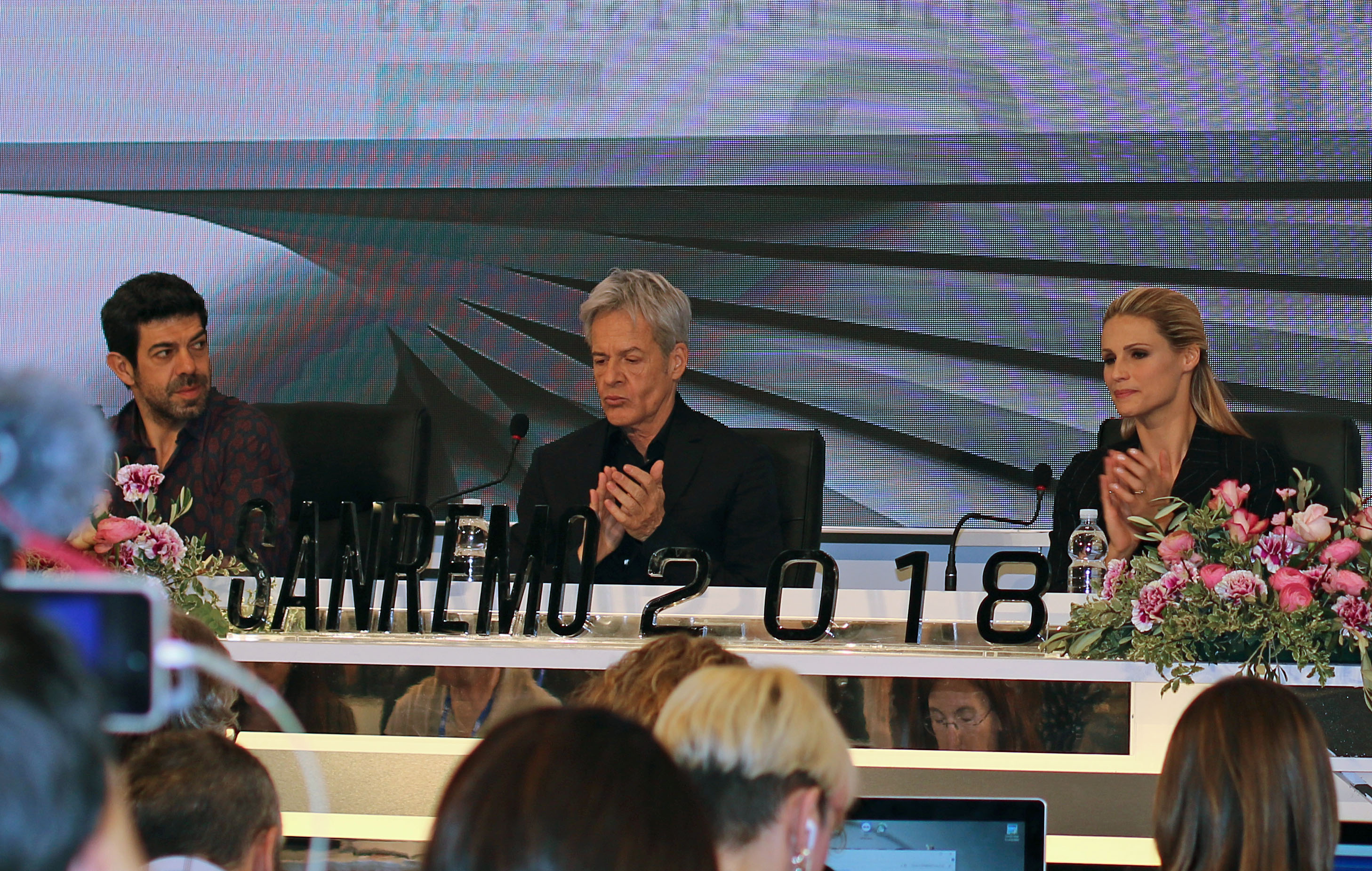
De gauche à droite : Favino, Claudio Baglioni et Michelle Hunziker lors d'une conférence de presse pendant la semaine du Festival de Sanremo 2018.

En février 2018, il anime avec Claudio Baglioni et Michelle Hunziker la 68e édition du Festival de Sanremo. La même année, il interprète D'Artagnan dans le film Moschettieri del re: La penultima missione de Giovanni Veronesi. Entre 2018 et 2019, il porte au théâtre, en tant que voix soliste, l'adaptation de La Nuit juste avant les forêts de Bernard-Marie Koltès, mise en scène par Lorenzo Gioielli ; toujours en 2019, il joue au cinéma dans Le Traître de Marco Bellocchio, dans lequel il interprète le rôle de Tommaso Buscetta, rôle qui lui vaut le David du meilleur acteur.

#### Années 2020
En 2020, il rejoint le jury italien de l'Académie des Oscars du cinéma. La même année, malgré l'arrêt de la production dû à la pandémie de Covid-19, il sort trois films : Hammamet de Gianni Amelio, dans lequel il incarne le personnage politique controversé Bettino Craxi ; Nos plus belles années, film qui marque sa quatrième collaboration avec Gabriele Muccino ; et Padrenostro de Claudio Noce, qui lui vaut la Coupe Volpi de la meilleure interprétation masculine  lors de la Mostra de Venise 2020. Enfin, à Noël, faute de pouvoir être projeté au cinéma du fait du confinement, il est diffusé sur la chaîne Sky Italia le film Tutti per uno, uno per tutti, la suite de Moschettieri del re: La penultima missione.
Après la sortie des Promesses d'Amanda Sthers, Favino continue d'être très actif : en 2022 sortent la comédie Corro da te dans laquelle il donne la réplique à Miriam Leone, le drame Nostalgia de Mario Martone et la biographie Le Colibri de Francesca Archibugi, d'après le roman du même nom de Sandro Veronesi. L'année suivante, il joue dans le film noir Dernière Nuit à Milan d'Andrea Di Stefano, présenté à la Berlinale ; il retourne ensuite travailler avec Sollima sur Adagio, dans lequel il retrouve Valerio Mastandrea (son collègue dans Piazza Fontana) et Toni Servillo (Les Confessions), et tourne Comandante, dans lequel il joue le rôle de Salvatore Todaro (it).

### Vie privée
Depuis 2003, il est le compagnon de l'actrice Anna Ferzetti, dont il a eu deux filles.

## Filmographie

### Cinéma
- 1995 : Pugili de Lino Capolicchio : Pugile
- 1997 : In barca a vela contromano (it) de Stefano Reali : Castrovillari
- 1997 : Le Prince de Hombourg (Il principe di Homburg) de Marco Bellocchio : Sparren
- 1997 : Baci proibiti (court métrage) de Francesco Miccichè
- 1998 : Dolce far niente de Nae Caranfil : Gioachino Rossini
- 2000 : La carbonara de Luigi Magni : le sergent
- 2001 : Juste un baiser (L'ultimo bacio) de Gabriele Muccino : Marco
- 2001 : La verità vi prego sull'amore (it) de Francesco Apolloni (it) : Michaelangelo
- 2002 : Emma sono io (it) de Francesco Falaschi (it) : Carlo
- 2002 : El Alamein d’Enzo Monteleone : sergent Rizzo
- 2002 : Da zero a dieci (it) de Luciano Ligabue : Biccio
- 2003 : Al cuore si comanda (it) de Giovanni Morricone : Riccardo
- 2003 : Passato prossimo (it) de Maria Sole Tognazzi : Filippo
- 2004 : Mariti in affitto (it) d'Ilaria Borrelli : Vincenzo Scocozza
- 2004 : Les Clefs de la maison (Le chiavi di casa) de Gianni Amelio : Alberto
- 2005 : Nessun messaggio in segreteria (it) de Paolo Genovese et Luca Miniero : Piero (timide)
- 2005 : Amatemi (it) de Renato De Maria : Claudio
- 2005 : Romanzo criminale de Michele Placido : le Libanais
- 2006 : La Nuit au musée (Night at the Museum) de Shawn Levy : Christophe Colomb.
- 2006 : L'Inconnue (La sconosciuta) de Giuseppe Tornatore : Donato Adacher
- 2007 : Miracle à Santa Anna (Miracle at St. Anna) de Spike Lee : Peppi Grotta
- 2007 : Saturno contro de Ferzan Özpetek : Davide
- 2008 : Le Monde de Narnia : Le Prince Caspian (The Chronicles of Narnia : Prince Caspian) d'Andrew Adamson : général Glozelle
- 2008 : L'uomo che ama de Maria Sole Tognazzi : Roberto
- 2009 : Anges et Démons (Angels & Demons) de Ron Howard : inspecteur Olivetti
- 2010 : Ce que je veux de plus (Cosa voglio di più) de Silvio Soldini : Alessio
- 2010 : Encore un baiser (Baciami ancora) de Gabriele Muccino : Marco
- 2010 : Figli delle stelle (it) de Lucio Pellegrini (it) : Pepe
- 2011 : La vita facile (it) de Lucio Pellegrini (it) : Mario Tirelli
- 2011 : L'industriale de Giuliano Montaldo : Nicola Ranieri
- 2012 : A.C.A.B.: All Cops Are Bastards de Stefano Sollima : Cobra
- 2012 : Posti in piedi in paradiso de Carlo Verdone : Fulvio Brignola
- 2012 : Piazza Fontana (Romanzo di una strage) de Marco Tullio Giordana : Giuseppe Pinelli
- 2013 : World War Z de Marc Forster : docteur W.H.O.
- 2013 : Rush de Ron Howard : Clay Regazzoni
- 2014 : Senza nessuna pietà de Michele Alhaique (it) : Mimmo
- 2015 : Une mère de Christine Carrière : Pierre
- 2015 : Suburra de Stefano Sollima : Filippo Magradi
- 2016 : Les Confessions (Le confessioni) de Roberto Andò : le ministre italien
- 2017 : Femme et Mari (Moglie e marito) de Simone Godano : Andrea
- 2017 : My Cousin Rachel de Roger Michell : Rainaldi
- 2017 : Chi m'ha visto (it) d'Alessandro Pondi : Peppino Quaglia
- 2018 : Une famille italienne (A casa tutti bene) de Gabriele Muccino : Carlo
- 2018 : Moschettieri del re: La penultima missione de Giovanni Veronesi : D'Artagnan
- 2018 : Le Joueur de base-ball était un espion (The Catcher Was a Spy) de Ben Lewin : Martinuzzi
- 2019 : Le Traître (Il traditore) de Marco Bellocchio : Tommaso Buscetta
- 2020 : Hammamet de Gianni Amelio : le président
- 2020 : Nos plus belles années (Gli anni più belli) de Gabriele Muccino : Giulio Ristuccia
- 2020 : Padrenostro de Claudio Noce (it) : Alfonso Le Rose
- 2020 : Tutti per uno, uno per tutti de Giovanni Veronesi : D'Artagnan
- 2021 : Les Promesses d'Amanda Sthers : Alexander
- 2022 : Corro da te de Riccardo Milani : Gianni
- 2022 : Le Colibri (Il colibrì) de Francesca Archibugi : Marco Carrera
- 2022 : Nostalgia de Mario Martone : Felice Lasco
- 2023 : Dernière Nuit à Milan (L'ultima notte di Amore) d'Andrea Di Stefano : Franco Amore
- 2023 : Comandante d'Edoardo De Angelis : Salvatore Todaro
- 2023 : Adagio de Stefano Sollima :  Romeo Baretta, dit Cammello
- 2024 : Le Comte de Monte-Cristo de Matthieu Delaporte et Alexandre de La Patellière : l'abbé Faria
- 2024 : Maria de Pablo Larraín : Ferruccio Mezzadri
- 2024 : Volontè - L'uomo dai mille volti de Francesco Zippel (documentaire biographique sur Gian Maria Volonté)
- 2024 : Napoli - New York (it) de Gabriele Salvatores : Domenico Garofalo[24],[25]
- 2025 : Enzo de Robin Campillo : Paolo

### Télévision

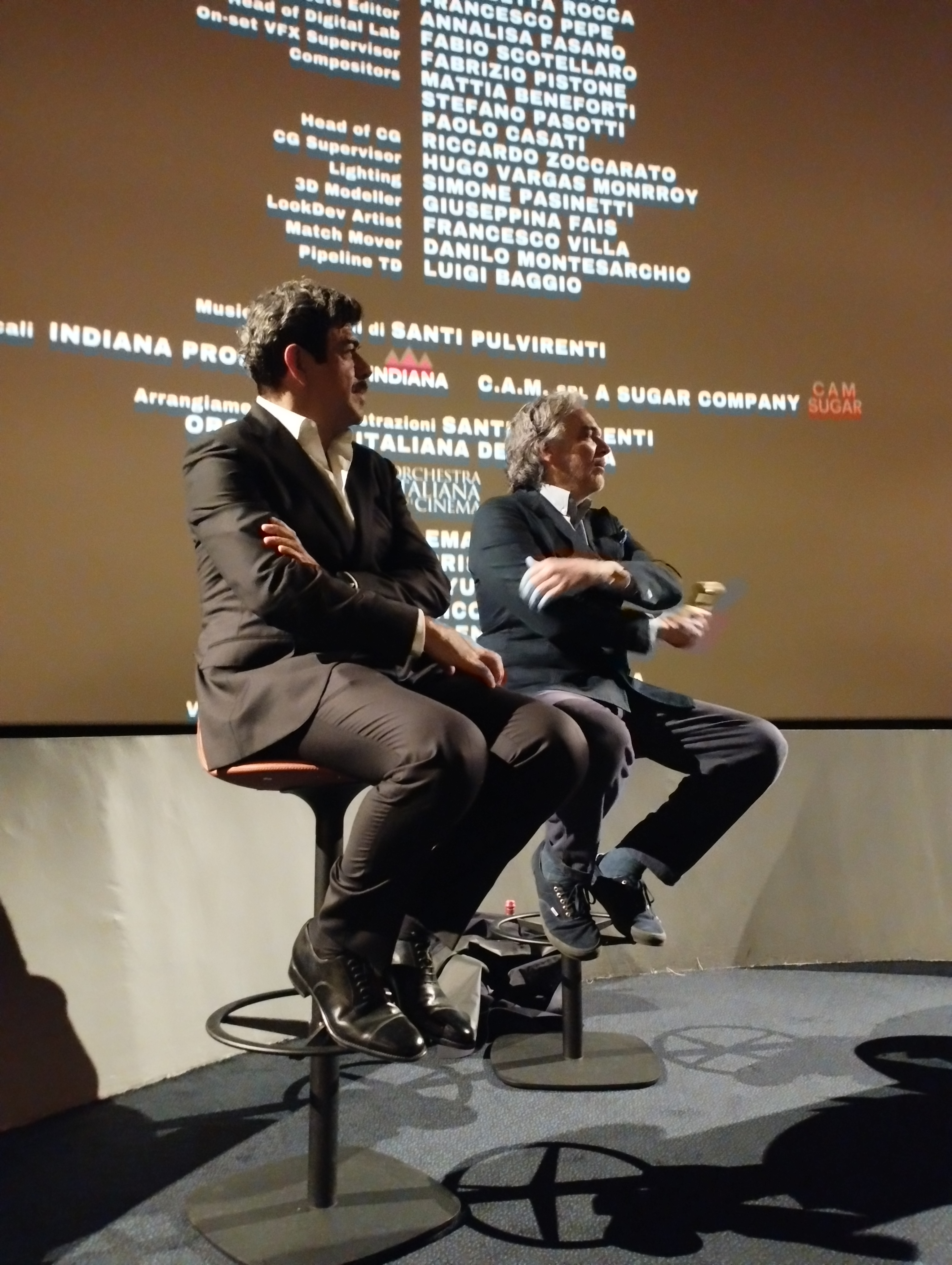
Pierfrancesco Favino et Andrea Di Stefano lors de l'avant-première de Dernière Nuit à Milan à l'UGC Ciné Cité Les Halles, le 9 mai 2023.

- 1991 : Una questione privata (téléfilm) d'Alberto Negrin
- 1993-1998 : Amico mio (série tv) : Giuseppe "Beppe" Vanni
- 1996 : Correre contro (téléfilm) d'Antonio Tibaldi : Giacomo
- 1998 : Amico mio 2 (série tv) : Beppe
- 1999 : Joseph Bonanno (téléfilm) : Felice Buccellato
- 1999 : Falcone contre Cosa Nostra (Excellent Cadavers) (téléfilm) de Ricky Tognazzi : Mario
- 2000 : Padre Pio (téléfilm) : Emanuele Brunatto
- 2001 : La Sindone - 24 ore, 14 ostaggi (téléfilm) :  Pietro
- 2001 : Gli amici di Gesu - Giuda (téléfilm) : Simon
- 2003 : Gli insoliti ignoti (téléfilm) : commissaire Piero Cucciolla
- 2003 : Ferrari (téléfilm) : Beppe Sicci
- 2004 : Part time (téléfilm) : Nicola
- 2005 : Gino Bartali - L'intramontabile (it) (téléfilm) : Gino Bartali
- 2016 : Marco Polo (série tv) : Niccolò Polo, le père de Marco Polo

## Récompenses et distinctions
- Rubans d'argent 2006 : meilleur acteur pour Romanzo criminale
- David di Donatello 2006 : meilleur acteur dans un second rôle pour Romanzo criminale
- Rubans d'argent 2012 : meilleur acteur pour A.C.A.B.: All Cops Are Bastards et Piazza Fontana
- David di Donatello 2012 : meilleur acteur dans un second rôle pour Piazza Fontana
- Rubans d'argent 2019 : meilleur acteur pour Le Traître[26]
- David di Donatello 2020 : meilleur acteur pour Le Traître[27],[28]
- Mostra de Venise 2020 : Coupe Volpi de la meilleure interprétation masculine pour Padrenostro